# Livilla
Livilla (* um 13 v. Chr.; † 31 n. Chr.), auch Livia Julia oder Julia Livilla die Ältere genannt, war die einzige Tochter des älteren Drusus und der jüngeren Antonia. Sie spielte eine zentrale Rolle in der julisch-claudischen Dynastie, da sie eine begehrte Braut für potenzielle Nachfolger während der Herrschaft des Kaisers Augustus und ihres Onkels Tiberius war.
Livilla war die Schwester des Germanicus und des Claudius, Schwiegertochter des Agrippa und des Tiberius, Schwiegermutter und Tante des Nero Caesar, Tante Caligulas und Drusus Caesar, Agrippinas der Jüngeren und des Britannicus.
Sie war zweimal verheiratet, zum ersten Mal seit 1 v. Chr. mit Gaius Caesar, dem Enkel, Adoptivsohn und präsumtiven Nachfolger des Augustus. Als ihr Mann im Jahr 4 starb, heiratete Livilla ihren Vetter Drusus, den Sohn des Tiberius. Ihre Tochter Livia Julia (die Jüngere) wurde kurz nach ihrer zweiten Hochzeit geboren.
Nach 15 Jahren Ehe, im Jahr 19, bekam sie noch einmal Kinder, die Zwillinge Tiberius Gemellus und Germanicus Gemellus (nur Tiberius überlebte). Da sie seit einiger Zeit die Geliebte des Prätorianerpräfekten Sejan war, ist es möglich, dass er der Vater der Zwillinge war. Einige Jahre nach der Geburt der beiden gelang es Sejan, Livilla davon zu überzeugen, ihn bei der Vergiftung ihres Mannes Drusus zu unterstützen. Der Mord wurde so sorgfältig ausgeführt, dass Drusus’ Tod im Jahr 23 natürlich zu sein schien und keinerlei Verdacht erregte. Sejans Versuch, Livilla zu heiraten, den er einige Jahre später unternahm (wohl um Mitglied der kaiserlichen Familie zu werden), wurde von Tiberius jedoch zurückgewiesen.
Im Jahr 31 erhielt Tiberius durch seine Schwägerin Antonia Belege, dass Sejan plante, ihn zu stürzen. Tiberius ließ ihn gefangen nehmen und hinrichten. Sejanus’ verstoßene Ehefrau Apicata gestand kurz vor ihrem Selbstmord ihre Kenntnis von dem Mord an Drusus und Livillas Beteiligung, die daraufhin noch im gleichen Jahr ebenfalls hingerichtet wurde.